# Li Qingming
Li Qingming (chinesisch 李庆明, Pinyin Lǐ Qìngmíng; * 5. August 1982) ist ein ehemaliger  chinesischer Eishockeyspieler, der für verschiedene chinesische Teams in der Asia League Ice Hockey spielte.

## Karriere
Li Qingming begann seine Karriere als Eishockeyspieler beim regionalen Team in Harbin, für das er seit 2002 in der chinesischen Eishockeyliga antrat und dort 2003 Landesmeister wurde. Seit 2004 spielte er mit der Mannschaft, die sich 2006 in Hosa Ice Hockey Team umbenannte, in der Asia League Ice Hockey. Als sich sein Team mit der Mannschaft Changchun Fuao zusammenschloss, erhielt auch Li beim Fusionsprodukt China Sharks in Shanghai einen Vertrag. Bereits nach einem Jahr dort beendete er 2008 seine Karriere.

### International
Im Seniorenbereich stand der Verteidiger im chinesischen Aufgebot bei den Weltmeisterschaften der Division II 2003, 2004, 2006 und 2008 sowie der Division I 2005 und 2007. Zudem vertrat er seine Farben bei der Qualifikation für die Olympischen Winterspiele 2006 in Turin.

## Erfolge und Auszeichnungen
- 2003 Chinesischer Meister mit der Mannschaft aus Harbin
- 2004 Aufstieg in die Division I bei der Weltmeisterschaft der Division II, Gruppe A
- 2006 Aufstieg in die Division I bei der Weltmeisterschaft der Division II, Gruppe A

## Asia-League-Statistik
(Stand: Ende der Saison 2007/08)